# Jean Rousseau
Jean Rousseau fou un compositor i musicòleg francès de la segona meitat del segle xvii.
Publicà les obres següents:
- Premier et deuxième livres de pièces de viole;
- Méthode Claire, certaine et facile pour apprendre à chanter la musique sur tous les tons naturals et transposés (1678);
- Treité de la viole quí contient: une dissertation curiose sur son origine, une démostration génerale de son amnche en quatre figures avec leurs explications, l'explication de ses jeux diferents et particulièrement des pièces par accords, etc. (París, 1687).